# Alexandru Marghiloman
Alexandru Marghiloman (4 de julio de 1854-10 de mayo de 1925) fue un estadista conservador rumano, varias veces ministro y presidente del Gobierno del país durante unos meses (de marzo a noviembre) de 1918, que desempeñó un destacado papel en la Primera Guerra Mundial.

## Biografía
Nacido en Buzău, hijo de terrateniente cuya fortuna heredó, ingresó en la facultad de San Sava en Bucarest y posteriormente estudió Derecho en París. Fue elegido diputado en 1884 por el Partido Nacional Liberal pero, al año siguiente, pasó al Conservador. Formó parte del Gobierno por primera vez en 1888. Entre esta fecha y la guerra mundial, participó en casi todos los Gobiernos conservadores; se le consideraba inteligente, buen orador y un excelente administrador.
Trató de moderar las diferencias que amenazaban con dividir el partido y, a partir de 1908, fue su dirigente de facto, puesto que logró oficialmente en 1914.

## La guerra mundial

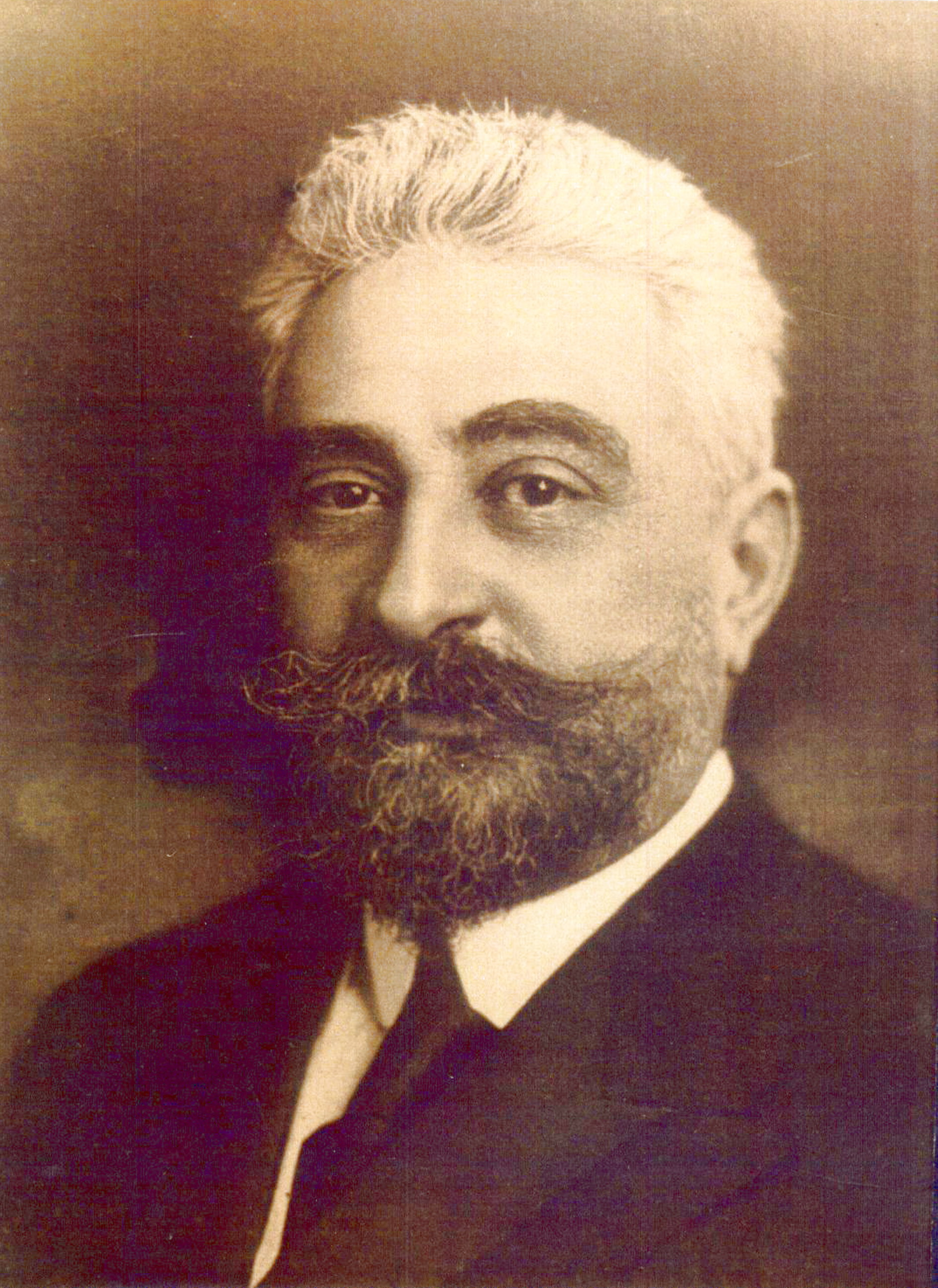
Ion Brătianu, primer ministro y adversario político de Marghiloman que, sin embargo, trabajó al comienzo con él para mantener la neutralidad del país en la Primera Guerra Mundial.

Como miembro del Partido Conservador, abogó por el entendimiento con Alemania y el Imperio austrohúngaro pero defendió la neutralidad del país a pesar de que este hubiese firmado la Triple Alianza. En el decisivo consejo real del 3 de agosto de 1914 consiguió convencer al rey, favorable a los Imperios Centrales, de que no existía obligación de acudir en ayuda de los aliados y logró mantener la neutralidad, a pesar de las inclinaciones del rey y el respaldo a este de algunos miembros de su propio partido.
En los convulsos primeros meses de la guerra, trató de mantener la neutralidad, a pesar de que importantes miembros de su partido defendían la entrada del país del lado de la Entente para lograr ganancias territoriales de Austria-Hungría. Para ello contó con la alianza informal del primer ministro, su rival del Partido Liberal, Ionel Brătianu. Rechazó, sin embargo, entrar en el gabinete de este, temiendo por un lado las inclinaciones a favor de la Entente del primer ministro, que consideraba arriesgadas para Rumanía, y la posibilidad de que se le necesitase para encabezar un Gobierno mejor visto por las Potencias Centrales si llegaba el caso.
Como otros muchos políticos rumanos, Marghiloman recibió dinero de las Potencias Centrales para evitar que Rumanía se decantase por la Entente. Tanto sus correligionarios como sus adversarios liberales recibieron también ayudas tanto de las Potencias Centrales como de la Entente para influenciar la situación política de la nación.
En 1915, los críticos del partido favorables a un ataque a Austria-Hungría fracasaron en el intento de hacerse con el control del partido, pero lo dividieron definitivamente, lo que llevó en parte al posterior declive de la formación.
Marghiloman se presentó ante los Imperios Centrales como su partidario, a la vez que les reclamaba concesiones para Rumanía y ocultaba las negociaciones paralelas de Brătianu con la Entente, de las que estaba informado, defendiendo los intereses puramente rumanos.
Rumanía permaneció efectivamente neutral hasta 1916, cuando entró en guerra del lado de la Entente, por lo que Marghiloman rechazó un puesto en el gabinete del liberal Ion Brătianu. Tras la ocupación alemana de Bucarest (diciembre de 1916), permaneció en la ciudad como presidente  de la Cruz Roja, mediando entre las autoridades de ocupación alemanas y la población y recibiendo subsidios del Gobierno de Brătianu refugiado en el norte. Rechazó, sin embargo, la propuesta alemana de formar un Gobierno alternativo al que se había trasladado a Iaşi, manteniendo una actitud prudente, que se confirmó en el fracaso de la ofensiva alemana en Moldavia de 1917. Se negó a deponer la monarquía, como reclamaban los ocupantes y defendían algunos de sus compañeros de partido, no viendo clara la victoria final de aquellos y recelando de la nueva revolución rusa.

## Gabinete y carrera posterior

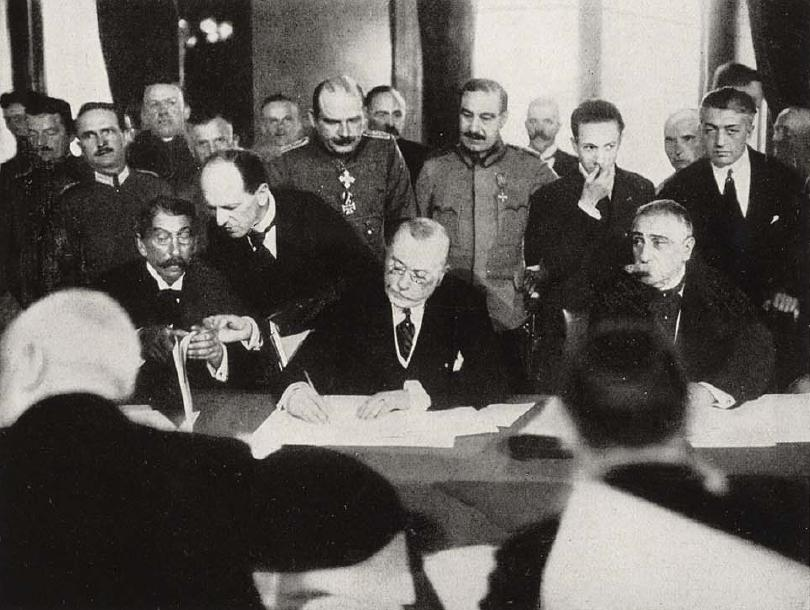
Marghiloman firma el Tratado de Bucarest, que selló temporalmente la paz entre Rumanía y las Potencias Centrales.

Tras la rendición de los soviéticos, que permitió a los alemanes ocupar gran parte de Ucrania y rodear el país, el rey encargó a Marghiloman formar un nuevo Gobierno, tras el fracaso del general Averescu, esperando que el nombramiento de un nuevo primer ministro proalemán facilitaría la consecución de un tratado de paz más favorable y que pronto los alemanes se concentrasen en el frente occidental, olvidándose de la derrotada Rumanía.
Tras tratar con los representantes de los Imperios Centrales para asegurarse que no pensaban imponer a Rumanía una paz demasiado dura, viajó a Iaşi el 12 de marzo de 1918 para aceptar el encargo del rey de formar un nuevo Gobierno. Tras regresar a Bucarest, solicitó nuevas concesiones de los ocupantes, incluyendo el reconocimiento de la anexión de Besarabia y el mantenimiento de la dinastía. Marghiloman formó su gabinete, mayoritariamente conservador, el 19 de marzo.
Hubo de afrontar de inmediato graves problemas: una hacienda en grave crisis con ingresos mensuales iguales a los gastos diarios, revolución y reforma agraria en Besarabia, desmovilización del ejército, alivio de las privaciones de la población.
Marghiloman negoció un tratado de paz con los ocupantes, conocido como Tratado de Bucarest, firmado el 7 de mayo de 1918 que nunca entró en vigor porque nunca llegó a ser aprobado por el rey, aunque sí fue ratificado por el Parlamento rumano (7 de mayo de 1918).
Su Gobierno cayó tras el Armisticio de Compiègne que selló la derrota alemana y fue sustituido rápidamente por un nuevo gabinete favorable a la Entente encabezado por el general  Constantin Coandă el 6 de noviembre. El nuevo Consejo de Ministros declaró la guerra a Alemania el 10 del mismo mes, un día antes de que acabase la guerra. Durante los meses posteriores a la firma del tratado, durante las que se mantuvieron negociaciones sobre aspectos económicos y legales, Marghiloman logró ciertas concesiones de los Imperios, llegando el resultado a calificarse por Ludendorff como «demasiado favorable» a Rumanía.
Retirado de la política tras la guerra (fracasó en su intento de ingresar en el senado en 1921), en una época en la que los políticos conservadores no desempeñaron ya un papel relevante, murió en su pueblo natal en 1925. En las elecciones de diciembre de 1919, los conservadores sólo habían logrado un 3,9 % de los votos; su porcentaje de votos disminuyó aún más en 1920 y no lograron elegir a ningún diputado en 1922.

## Curiosidades
Marghiloman tuvo una gran pasión por la cría de caballos, con los que ganó el campeonato nacional veintiocho veces. Su gran finca el Albatros en Buzău fue durante años un lugar habitual de reunión de los políticos conservadores.
Marghiloman dio nombre a un tipo de café, el café Marghiloman, que consiste en preparar el café turco con ron.